# Knold og Tot
Knold og Tot (originaltitel: Katzenjammer Kids) er en tegneserie skabt af amerikaneren Rudolph Dirks, og tegnet af Harold Knerr igennem 37 år (1912 til 1949). Tegneserien startede den 12. december 1897 i American Humorist - et søndagstillæg af Hearsts New York Journal.
Dirks forlod avisen efter en række juridiske kampe fra 1912 til 1914, hvorefter han begyndte en nye tegneserie. Den blev først opkaldt Hans und Fritz og derefter The Captain and the Kids. Den nye tegneserie havde de samme tegneseriefigurer som i Katzenjammer Kids, som blev videreført af Harold Knerr. De to separate versioner af tegneserien konkurrerede med hinanden frem 1979, da The Captain and the Kids efter 60 år ophørte. The Katzenjammer Kids bliver stadigvæk distribueret af King Features, hvilket betyder at det er den ældste tegneserie, der stadigvæk er i syndikering.

## Historie

### Tidlig historie
The Katzenjammer Kids var inspireret af Max und Moritz, en børnefortælling fra 1860'erne af tyskeren Wilhelm Busch. The Katzenjammer Kids (tre brødre i den første tegneserie – senere reduceret til to) handlede om Hans og Fritz, et uartigt tvillingepar, deres tysk-amerikanske mor (Mutter), deres stedfar kaptajn Vom (engelsk: der Captain), samt mægler Smæk (engelsk: der Inspector), der ikke er nogen mægler, men udsendt af kejser Wilhelm 2. for at kontrollere, at det tyskættede tvillingepar får ordentlig skolegang. Hovedpersonerne talte et stereotypt, tysk-gebrokkent engelsk. Under første verdenskrig blev deres tale dog korrigert til almindeligt engelsk. Pga. de anti-tyske følelser blev serien omdøbt til The Shenanigan Kids, og Hans og Fritz forvandlet til to hollandske drenge ved navn Mike og Aleck.
Katzenjammer betyder på tysk bogstaveligt "kattejammer", men anvendes om ulyde og om tømmermænd.
Tegneserien blev til et skuespil i 1903. Den har inspireret flere tegnefilm, og var en af 20 tegneserier der indgik i Comic Strip Classics – en række erindringsfrimærker.

### The Katzenjammer KidscontraThe Captain and the Kids
The Katzenjammer Kids var så populær, at den blev til to konkurrerende tegneserier og genstand for retssag, da Dirks ønskede en pause efter 15 år,. Det ville Hearsts avissyndikat ikke tillade. Dirks gik alligevel, og tegneserien blev videreført af Harold Knerr. Dirks lagde sag an, og efter en lang juridisk kamp fik Hearsts aviser lov til at fortsætte The Katzenjammer Kids, mens Dirks fik lov til at lave en næsten identisk tegneserie for konkurrenten – Pulitzer avisen.
Dirks nye tegneserie blev oprindeligt opkaldt Hanz und Fritz efter hovedpersonerne. Fra 1918 blev den kaldt The Captain and the Kids. Dirks' tegneserie lignede meget The Katzenjammer Kids med hensyn til indhold og personer, men han havde en mere løs og mere verbal stil end Knerr, der på den anden side producerede ofte stærkere og mere direkte narrestreger og tegninger.
The Captain and the Kids blev hurtigt ligeså populær som The Katzenjammer Kids. Den blev senere distribueret af United Features. The Katzenjammer Kids bliver distribueret af Hearst King Features.

### 1930'erne til i dag
The Captain and the Kids blev udvidet til at udkomme i en daglig udgave i 1930'erne, men det var kun i en kort periode. Men søndagsudgaven forblev populær i årtier. Fra 1946 begyndte Dirks søn, John Dirks, gradvist at lave mere arbejde på tegneserien. De indførte nye figurer og plot i løbet af 1950'erne, herunder en science fiction-udgave i 1958 om en genial opfinder og fremmede invasioner. Selvom John Dirks overtog det meste af arbejdet, blev tegneserierne underskrevet af Rudolph Dirks indtil hans død i 1968. Tegneserien fastholdt den oprindelige stil, indtil The Captain and the Kids blev nedlagt i 1979.
Knerr fortsatte med at tegne The Katzenjammer Kids indtil sin død i 1949, og regnes som den bedste. Han tjente godt på sine striber, også på serien Dinglehoofer Und His Dog Adolph. Adolph blev dog erstattet med Schnappsy af hensyn til Hitler. Knerr var sportsflyver, ugift og gad aldrig at etablere sit eget hjem. I stedet holdt han hele sit voksne liv til i en suite på Blackstone hotel i New York, og indtog hver dag sin drink og sin cigar i hotellets bar.
Tegneserien blev derefter tegnet og skrevet af Charles H. Winner (1949-56), med Joe Musial som efterfølger i 1956. Joe Musial blev afløst af Mike Senisch (1976-81) og Angelo DeCesare (1981-86). Tegneserien bliver i dag tegnet af Ty Eisman og distribueret internationalt til 50 aviser og magasiner.
Bemærkelsesværdige træk ved den moderne version er, at den indeholder et mere konstruktivt forhold mellem kaptajnen og drengene, der undertiden har venskabelige samtaler i stedet for slagsmål. Kongen og hans folk er nu polynesiere i stedet for afrikanere. Ty Eisman har genbrugt en masse gamle gags og historier i de seneste år.
Serien giver mere mening på originalsproget, hvor den ofte tager udgangspunkt et ordsprog, eller dele af et, og bygger historien omkring det, hvad  oversætterne ikke har været gode til at formidle.

## Film
The Katzenjammer Kids udkom til at begynde med i en anden form end tegneserie, nemlig i en håndfuld stumfilm, der først udkom i 1898. Mellem 1917 og 1918 blev i alt 17 Katzenjammer Kids stumme tegnefilm produceret.
I 1938 blev The Captain and the Kids genstand for Metro-Goldwyn-Mayers første egenproducerede serie af teater-tegneserie-kortfilm, instrueret af William Hanna, Bob Allen og Friz Freleng.
Serien var ikke succesfuld, hvilket gjorde at den blev nedlagt efter et år og 15 episoder. Efter annulleringen vendte Friz Freleng tilbage til Warner Bros.

## Fjernsyn
The Captain and the Kids animationen blev også skabt til tv som et back-up-segment på Filmations Archie's TV Funnies.
I 2007 blev the Katzenjammer Kids nævnt som en joke i Black Mystery Month-episoden af American Dad.

## Udgivelser i Danmark
Den første version af The Katzenjammer Kids udkom i Danmark i 1908 i ugebladet Hjemmet under navnet navnet Knold og Tot. Det første hæfte blev udgivet af Gyldendal i 1911. Allerede samme år overtog Hjemmet hæfteudgaven. I dag bliver serien udgivet af Egmont Serieforlaget.
Rudolph Dirks serie "The Captain and the Kids" udkom i Danmark under navnet Ole og Peter. Den blev i en lang årrække bragt ugentligt i Dansk Familieblad og udkom også som julehæfter i 1992 og 1993 fra Aller Press.